# Загорский, Сергей Антонович
Серге́й Анто́нович Заго́рский  (23 августа (4 сентября) 1886, Житомир — 4 июня 1962, Лондон) — русский и польский офицер-кавалерист, ротмистр (1917), генерал бригады (1930), участник летних Олимпийских игр 1912 года (конник), участник Первой мировой, Советско-польской и Второй мировой войн.

## Биография
Родился в Житомире в семье военнослужащего. Католического вероисповедания. Мать — Елена, урождённая Гуляницкая.
Общее образование получил в Житомире, в классической гимназии, и в Санкт-Петербурге, в Морском кадетском корпусе, полный курс которого не окончил.
В сентябре 1906 года, в Санкт-Петербурге, вступил в военную службу, с зачислением в Николаевское кавалерийское училище юнкером рядового звания. По окончании училища, в июне 1908 года был произведен в корнеты, с назначением на службу в 15-й гусарский Украинский полк, расквартированный в губернском городе Плоцке.
В июле 1910 года был переведен в Гвардейский запасный кавалерийский полк, расположенный в Кречевицких казармах (посёлок Кречевицы, близ Новгорода).
В 1912 году корнет Загорский в составе сборной Российской империи участвовал в Стокгольме в летних Олимпийских играх 1912 года, в соревнованиях по конному спорту (в индивидуальном конкуре на жеребце по кличке «Бандура» занял 18-е место, разделив его с представлявшими Германию Фридрихом Карлом Прусским и Фридрихом фон Гроте). В декабре 1912 года произведен в поручики
Участник Первой мировой войны в составе Лейб-гвардии Драгунского полка (2-я гвардейская кавалерийская дивизия), к которому был прикомандирован с 24.08.1914 и до конца 1917 года. Служил в 4-м эскадроне младшим офицером, командовал взводами, полуэскадроном. Был награждён Георгиевским оружием и пятью боевыми орденами.
В феврале 1916 года произведен в штабс-ротмистры, в мае 1917 года — в ротмистры.
В 1917 году ротмистр Загорский был командирован на службу в гвардейский стрелковый полк, сформированный в составе 2-й гвардейской кавалерийской дивизии.
В сентябре 1917 года перешёл на службу в 1-й уланский полк 1-й Польской уланской дивизии 1-го Польского армейского корпуса Русской армии. Был заместителем командира полка, командиром запасного эскадрона.
В ноябре 1918 года Сергей Антонович Загорский, в составе своего 1-го уланского полка, поступил на службу в воссозданное Войско Польское; участник советско-польской войны. Во время наступления на Киев, с 10 апреля 1920 года командовал 14-м уланским полком, затем в ноябре того же года вернулся на должность заместителя командира 1-го уланского полка. 
По окончании военных действий, в 1921 году был направлен в Италию, где прошёл учебный курс офицерской кавалерийской школы.
В 1920-х годах, совместно с майором Каролем Роммелем, выступал на соревнованиях по конному спорту в Варшаве, Нью-Йорке, Ницце. В 1923 году в составе польской национальной команды принимал участие в международных соревнованиях в Риме и Ницце.
С апреля 1922 года — заместитель командира 16-го Великопольского уланского полка. В мае 1922 года был произведен в полковники со старшинством с 01.06.1919.
С ноября 1923 года прошёл годичный курс повышения образования в Высшей военной школе в Варшаве. Получил диплом офицера Генерального штаба.
В ноябре 1924 года был назначен командиром 11-го легионного уланского полка, в октябре 1925 года —  командиром 1-й кавалерийской бригады в Варшаве.
С 19 июля 1926 года руководил Военным кабинетом президента Республики Польша.
В сентябре 1928 года был назначен командиром 12-й кавалерийской бригады в Остроленке, а в 1929 году — командиром «Познаньской» кавалерийской бригады. 10 ноября 1930 года был произведен в бригадные генералы со старшинством с 01.01.1931. В январе 1931 года женился на Алине де Витте.
В 1936–1938 годах генерал Загорский служил в Управлении кавалерии Министерства военных дел польской республики. В 1938 году вышел в отставку.
В сентябре 1939 года, в связи с нападением Германии на Польшу, был призван на действительную службу, числился в резерве. После поражения Войска Польского был эвакуирован через Румынию во Францию, где находился в распоряжении Главнокомандующего польскими войсками. В 1940 году эвакуирован в Великобританию. По приказу генерала Владислава Сикорского был размещён и затем интернирован в офицерском лагере в городе Ротсей на шотландском острове Бьют. В январе 1942 года уволен в отставку.
После войны Сергей Загорский жил в Лондоне, был членом общества генералов и полковников, бывших высших командиров.
Умер 4 июня 1962 года в Лондоне. Похоронен на Бромптонском кладбище Лондона.

## Награды
Российской империи:
- Орден Святого Владимира 4-й степени с мечами и бантом (ВП от 27.10.1914)
- Орден Святого Станислава 2-й степени с мечами (1916; утв. ВП от 06.02.1917)
- Орден Святой Анны 3-й степени с мечами и бантом (1916; утв. ВП от 04.07.1916)
- Орден Святого Станислава 3-й степени с мечами и бантом (1915; утв. ВП от 12.12.1915)
- Орден Святой Анны 4-й степени с надписью «За храбрость» (1915; утв. ВП от 09.01.1916)
- Георгиевское оружие (1916; утв. ВП от 24.01.1917), — …за то, что, состоя в прикомандировании к Драгунскому полку в чине поручика, 24-го августа 1915 года, будучи назначен с разъездом для охранения правого фланга 178-го пехотного Венденского полка, которому было приказано овладеть д. Старомлыны, обнаружил обходящего правый фланг Вендовцев противника силою около роты. Подойдя скрытно к цепи противника, открыл ему во фланг сильный ружейный и пулемётный огонь на самом близком расстоянии, чем и обратил противника в бегство, затем штабс-ротмистр Загорский занял высоту 70.9, откуда весьма удачно обстреливал противника во фланг, угрожая его тылу. Таким образом, своим блестящим действием штабс-ротмистр Загорский, выполняя возложенную не его задачу, оказал незаменимое содействие успеху ротам 178-го пехотного Венденского полка. [9]
- Медаль «В память 300-летия царствования Дома Романовых» (1913)

Польской республики:
- Орден Возрождения Польши 3-й степени (командорский крест)
- Военный орден Virtuti militari, серебряный крест № 2037 (1921)
- Крест Храбрых (Krzyż Walecznych) (четыре раза; 1-й, 2-й и 3-й раз в 1921 году)
- Золотой Крест Заслуги (1925)
- Медаль Независимости (1933)
- Медаль «Участнику войны. 1918—1921»
- Медаль «10-летие обретения независимости»
- Медаль «За долголетнюю службу», серебряная (1938)
- Медаль Победы («Médaille Interalliée»)
- Знак за ранения и контузии

Других государств:

Франции:
- Орден Почётного легиона (кавалер, офицер, командор)

Италии:
- Орден Короны Италии (кавалер)

Румынии:
- Орден Короны Румынии (офицер)
- Орден Звезды Румынии (кавалер)

Афганистана:
- Орден Независимости 1-й степени 
  - Медаль V Олимпиады (Швеция) (1912)